# Inabe
Se você procura por INAB, clique em INAB.
Inabe (いなべ市 -shi) é uma cidade japonesa localizada na província de Mie.
Em 1 de Janeiro de 2005 a cidade tinha uma população estimada em 45 454 habitantes e uma densidade populacional de 207 h/km². Tem uma área total de 219,58 km².
Recebeu o estatuto de cidade a 1 de Dezembro de 2003.